# Hodophylax
Hodophylax is een vliegengeslacht uit de familie van de roofvliegen (Asilidae).

## Soorten
- H. aridus James, 1933
- H. basingeri Pritchard, 1938
- H. halli Wilcox, 1961
- H. tolandi Wilcox, 1961